# ديميتار ستويانوف
ديميتار ستويانوف هو سياسي بلغاري، ولد في 17 مايو 1983 في صوفيا في بلغاريا. نشط حزبياً في Attack (political party) ‏ (25 يونيو 2012 – 25 يونيو 2012). وقد انتخب عضو في البرلمان الأوروبي عن دائرة بلغاريا ‏ لترشحه ضمن قائمة Attack (political party) ‏، وقد انضم خلال فترته النيابية (2007 – 13 يوليو 2009) للكتلة البرلمانية غير مرتبطين وفي انتخابات البرلمان الأوروبي 2009، انتخب عضو في البرلمان الأوروبي عن دائرة بلغاريا ‏ لترشحه ضمن قائمة Attack (political party) ‏، وقد انضم خلال فترته النيابية (14 يوليو 2009 – 30 يونيو 2014) للكتلة البرلمانية غير مرتبطين.